# Pleurotomella enderbyensis
Pleurotomella enderbyensis Powell, 1958 è un mollusco gasteropode  appartenente alla famiglia Raphitomidae.

## Descrizione
Il guscio è piccolo, sottile, fragile, largamente fusiforme, di colore bianco traslucido, con una guglia elevata. La protoconca ha circa 2,5 giri, 1 mm sia in lunghezza che in diametro, gonfiato in modo rotondo, di colore bianco traslucido, con una superficie fortemente granulosa. La teleoconca è di circa 4 giri, grande, largo, gonfiato, con una forte chiglia periferica. La superficie della teleoconca ha anche numerose corde a spirale e linee di crescita molto sottili. Il periostraco è assente. La sutura è ristretta. La spirale superiore è piuttosto piccola. La spirale del corpo è grande e larga, ben gonfiata, circa il 65% della lunghezza della conchiglia, con una larghezza pari al 50% della lunghezza della conchiglia. La base è ristretta. L'apertura è esagonale, grande, con una lunghezza pari a circa il 50% della lunghezza del guscio. Il labbro esterno è sottile e ha due angoli corrispondenti alle estremità delle chiglie periferiche e basali. Il labbro interno è liscio e leggermente incurvato. Il labbro columellare è corto e quasi diritto. Le labbra interne e columellari hanno un callo sottile e biancastro sulla superficie. Il canale anteriore è aperto, corto e stretto. Nessun opercolo è presente.
Radula toxoglossa di tipo ipodermico con semplici denti marginali molto simili nella forma a quelli delle altre specie studiate del genere Pleurotomella.
La specie è presente nell'Oceano antartico dove è stata studiata, fa il Mare di Weddell orientale, (profondita di 498 m) e il Mare di Ross (profondità 188–377 m).